# Liste des brigades de l'United States Marine Corps
Ceci est une liste des brigades du Corps des Marines des États-Unis.

## Marine Expeditionary Brigades (MEB)
- 1re Brigade expéditionnaire des Marines
- 2e Brigade expéditionnaire des Marines
- 3e Brigade expéditionnaire des Marines
- 4e Brigade expéditionnaire des Marines (antiterroriste)
- 5e Brigade expéditionnaire des Marines
- 6e Brigade expéditionnaire des Marines
- 7e Brigade expéditionnaire des Marines
- 9e Brigade expéditionnaire des Marines

## Brigades provisoires des Marines
- US 1st Marine Brigade (provisoire)
- US 2nd Marine Brigade (provisoire)
- US 3rd Marine Brigade (provisoire)